# Henry O
Henry O (en los idiomas chinos 区亨利 區亨利, Jiang Xi Ren; Shanghái, 27 de julio de 1927) es un actor chino. Es padre de Ji-li Jiang, el autor de Red Scarf Girl. 
Criado en China, Jiang Xi Ren fue educado en las escuelas misioneras americanas. Trabajó en el Teatro de Arte Infantil como actor y más tarde como el subdirector/actor por 30 años. Henry llegó a Estados Unidos con su esposa, para cuidar a sus nietos pero pronto se le pidió una audición para una producción teatral. Desde entonces ha trabajado continuamente en obras de teatro, películas y televisión de los Estados Unidos.

## Filmografía
- Premium Rush (2012) - Mr. Leung
- 2012 (2009) - Gran Lama
- A Thousand Years of Good Prayers (2007) - Mr. Shi
- They Wait (2007) - Farmaceuta
- Rush Hour 3 (2007) - Master Yu
- The Evidence (2006) - Ming Sey / Minister Ming Sey
- Los Soprano (2006) - Monk #1
- ER (2004) - Mr. Chen
- Cyber Wars (2004) - Tío Hui
- The Lost Empire (2001) - Wu Chan Yen
- The West Wing (2000) - Jhin Wei
- Shanghai Noon (2000) - Intérprete real
- Romeo Must Die (2000) - Ch'u Sing
- Snow Falling on Cedars (1999) - Nagaishi
- Brokedown Palace (1999)
- Red Corner (1997) - Procurador general Yang
- American Shaolin (1991) - San De
- Le palanquin des larmes (1987) - Tío King
- The Last Emperor (1987) - Lord Chamberlain
- Marco Polo (1983) - Astrólogo